# Provincia di Ngozi
La provincia di Ngozi è una delle 18 province del Burundi con 660 717 abitanti (censimento 2008).
Prende il nome dal suo capoluogo Ngozi.

## Geografia antropica

### Suddivisioni amministrative
La provincia è suddivisa in 9 comuni:
- Busiga
- Gashikanwa
- Kiremba
- Marangara
- Mwumba
- Ngozi
- Nyamurenza
- Ruhororo
- Tangara

## Codici
- Codice HASC: BI.NG
- Codice ISO 3166-2: NG
- Codice FIPS PUB 10-4: BY19